# Степановка Перша
Степа́новка Перша (рос. Степановка Первая) — село у складі Абдулинського міського округу Оренбурзької області, Росія.

## Населення
Населення — 146 осіб (2010; 213 у 2002).
Національний склад (станом на 2002 рік):
- чуваші — 77 %